# 5-та армія (Італія)
5-та армія (італ. 5 Armata) — одна з двох італійських армій у Північній Африці, за часів Другої світової війни. Була розташована у Триполітанії (Західна Лівія) на кордоні із французьким Тунісом. Після капітуляції Франції частина сил 5-ї армії було перекинуто до 10-ї армії в Киренаїку.

## Військовий шлях

### 1-е формування
5-та армія була сформована в Лівії 7 вересня 1939. Вона розташовувалася в Триполітанії на кордоні із французьким Тунісом. 16 лютого 1941 армія була розформована, її війська передані Головному управлінню військ у Північній Африці.

### 2-е формування
Друге формування 5-ї армії існувало з 15 квітня по 5 вересня 1941 року і займало оборону на території Лівії, від Бенгазі і до кордону із Тунісом.

### 3-є формування
10 квітня 1942 армія була знову сформована вже на території Італії, у Флоренції. У наступні місяці частини армії займали оборону в Тоскані та Сардинії, в листопаді 1942 окупували французький острів Корсика. Після капітуляції Італії (8 вересня 1943), 5-а армія припинила існування, більша частина солдатів потрапила до німецького полону.

## Командувачі армією
- Генерал Італо Гарібольді (1939—1941)
- Генерал Маріо Караціоло ді Феролето (1941, 1942—1943)